# Giải thưởng tháng Mười Hai
Giải thưởng tháng Mười Hai (tiếng Pháp: Prix Décembre) nguyên gốc là Giải thưởng tháng Mười Một (Prix Novembre) là một giải thưởng văn học của Pháp do "Philippe Dennery" thành lập năm 1989 (theo một nguồn khác là do "Michel Dennery" thiết lập) với khoản tiền thưởng là 200.000 franc Pháp.
Năm 1998, người sáng lập "Prix Novembre" từ chức, sau khi không tán thành việc trao giải cho quyển tiểu thuyết Les Particules élémentaires của Michel Houellebecq. Sau đó giải này được Pierre Bergé bảo trợ, và mang tên mới là "Giải thưởng tháng Mười Hai" (Prix Decembre). với khoản tiền thưởng là 30.000 euro - một trong số khoản tiền thưởng về văn học lớn nhất của Pháp.
Giải thưởng này được trao vào cuối tháng Mười hoặc đầu tháng 11 hàng năm. Đây là giải thưởng văn học chót trong năm của Pháp. Ban giám khảo gồm các nhà văn Laure Adler, Pierre Bergé, Michel Crépu, Charles Dantzig, Cécile Guilbert, Patricia Martin, Éric Neuhoff, Dominique Noguez, Amélie Nothomb, Josyane Savigneau, Philippe Sollers, và Arnaud Viviant.

## Những người đoạt gìải thưởng tháng Mười Một
| Năm  |         | Tác giả                   | Tác phẩm                        | Nhà xuất bản           | Ghi chú |
| ---- | ------- | ------------------------- | ------------------------------- | ---------------------- | ------- |
| 1989 |         | Guy Dupré                 | Les Manœuvres d'automne         | Éditions Olivier Orban |         |
| 1990 |         | François Maspero          | Les Passagers du Roissy-Express | Éditions du Seuil      |         |
| 1991 | nothumb | Raphaël Confiant          | Eau de café                     | Grasset                |         |
| 1992 |         | (đồng hạng) Henri Thomas  | La Chasse aux trésors           | Éditions Gallimard     |         |
| 1992 |         | (đồng hạng) Roger Grenier | Regardez la neige qui tombe     | Éditions Gallimard     |         |
| 1993 | nothumb | René de Obaldia           | Exobiographie                   | Éditions Grasset       |         |
| 1994 | nothumb | (đồng hạng) Jean Hatzfeld | L'Air de la guerre              | Éditions de l'Olivier  |         |
| 1994 |         | (đồng hạng) Éric Holder   | La Belle Jardinière             | Le Dilettante          |         |
| 1995 |         | Jean Echenoz              | Les Grandes Blondes             | Éditions de Minuit     |         |
| 1996 | nothumb | Régis Debray              | Loués soient nos seigneurs      | Éditions Gallimard     |         |
| 1997 |         | Lydie Salvayre            | La Compagnie des spectres       | Éditions du Seuil (2)  |         |
| 1998 | nothumb | Michel Houellebecq        | Les Particules élémentaires     | Éditions Flammarion    |         |

## Những người đoạt giải thưởng tháng 12
| Năm  |         | Tác giả                            | Tác phẩm                                         | Nhà xuất bản                    | Ghi chú                     |
| ---- | ------- | ---------------------------------- | ------------------------------------------------ | ------------------------------- | --------------------------- |
| 1999 |         | Claude Askolovitch                 | Voyage au bout de la France                      | Éditions Grasset                |                             |
| 2000 |         | Anthony Palou                      | Camille                                          | Éditions Christian de Bartillat |                             |
| 2001 | nothumb | Chloé Delaume                      | Le Cri du sablier                                | Éditions Léo Scheer             |                             |
| 2002 | nothumb | Pierre Michon                      | Corps du roi                                     | Éditions Verdier                |                             |
| 2003 | nothumb | Régis Jauffret                     | Univers, univers                                 | Éditions Verticales             |                             |
| 2004 |         | Philippe Forest                    | Sarinagara                                       | Éditions Gallimard              |                             |
| 2005 | nothumb | Charles Dantzig                    | Dictionnaire égoïste de la littérature française | Éditions Grasset                |                             |
| 2006 |         | Pierre Guyotat                     | Coma                                             | Mercure de France               |                             |
| 2007 | nothumb | Yannick Haenel                     | Cercle                                           | Éditions Gallimard              |                             |
| 2008 | nothumb | Mathias Énard                      | Zone                                             | Actes Sud                       | cũng đoạt giải Livre Inter  |
| 2009 | nothumb | Jean-Philippe Toussaint            | La Vérité sur Marie                              | Éditions de Minuit              | người Bỉ đầu tiên đoạt giải |
| 2010 |         | Frédéric Schiffter                 | Philosophie sentimentale                         | Éditions Flammarion             |                             |
| 2011 |         | (đồng hạng) Jean-Christophe Bailly | Le Dépaysement. Voyages en France                | Éditions du Seuil               |                             |
| 2011 |         | (đồng hạng) Olivier Frébourg       | Gaston et Gustave                                | Mercure de France               |                             |
| 2012 | nothumb | Mathieu Riboulet                   | Les Œuvres de miséricorde                        | Éditions Verdier                |                             |
| 2013 |         | Maël Renouard                      | La Réforme de l'opéra de Pékin                   | Payot & Rivages                 |                             |